# Goniòmetre

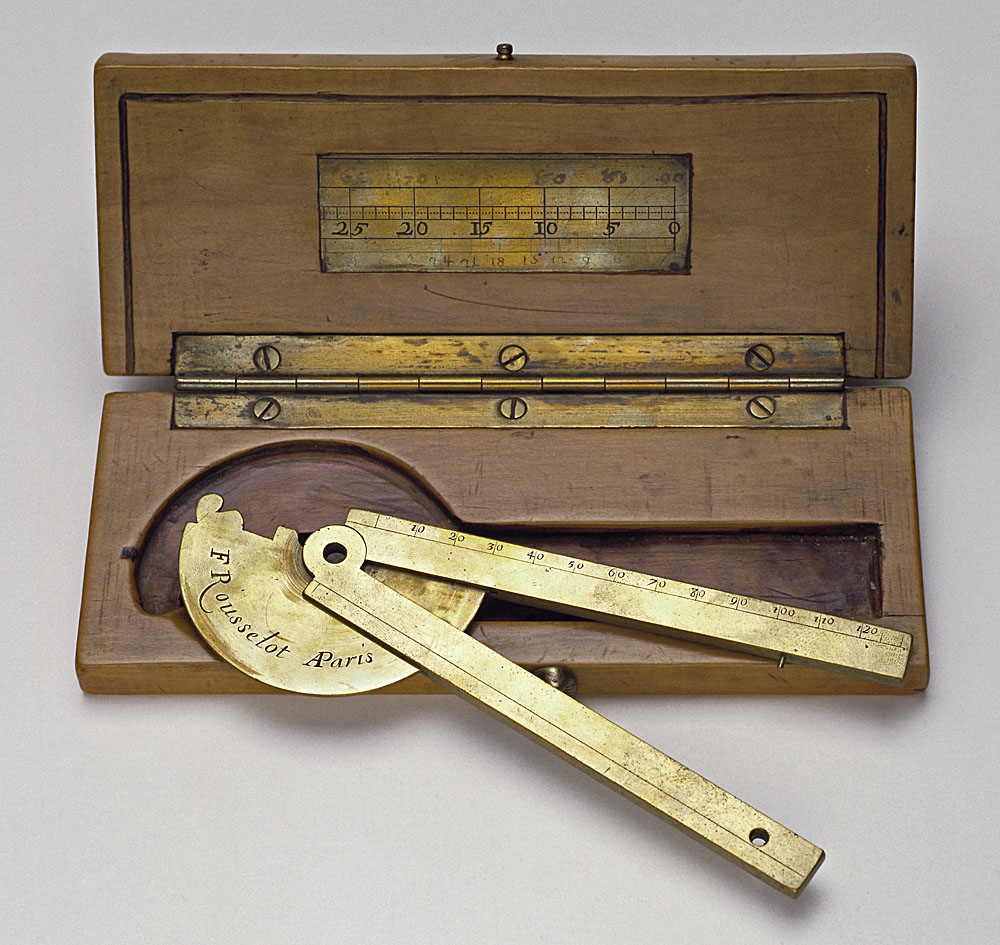
Goniòmetre.

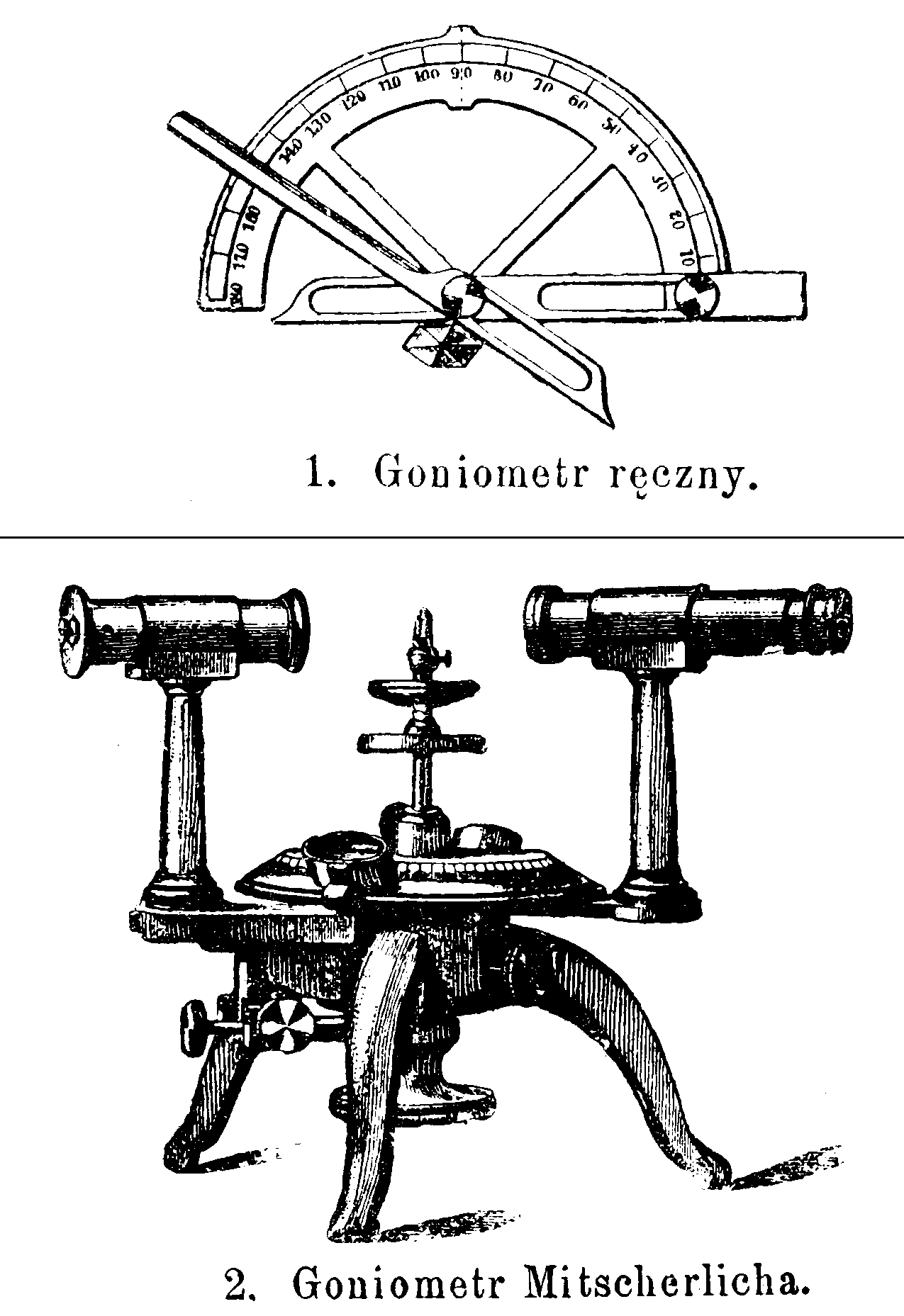
Un goniòmetre

Un goniòmetre és un aparell que serveix per a mesurar angles. Entre altres aplicacions, s'utilitza en craniometria i somatometria per a mesurar i identificar diferents angles dels ossos de la cara i del crani.
És format per un regle solidari a una corona circular, anomenat cos principal, que pot girar al voltant d'un disc central on trobem un nònius. El disc porta un braç on es pot fixar una regleta que llisca i al mateix temps es pot fixar.
L'apreciació del goniòmetre es defineix com la divisió més petita de l'escala fixa dividit pel nombre de divisions del nònius.